# 미도리 (리큐어)
미도리(일본어: ミドリ, 영어: Midori)는 일본의 산토리의 멜론 리큐어 브랜드이다. 1978년 처음 발매되었다.